# Lijst van Stolpersteine in Hoeksche Waard

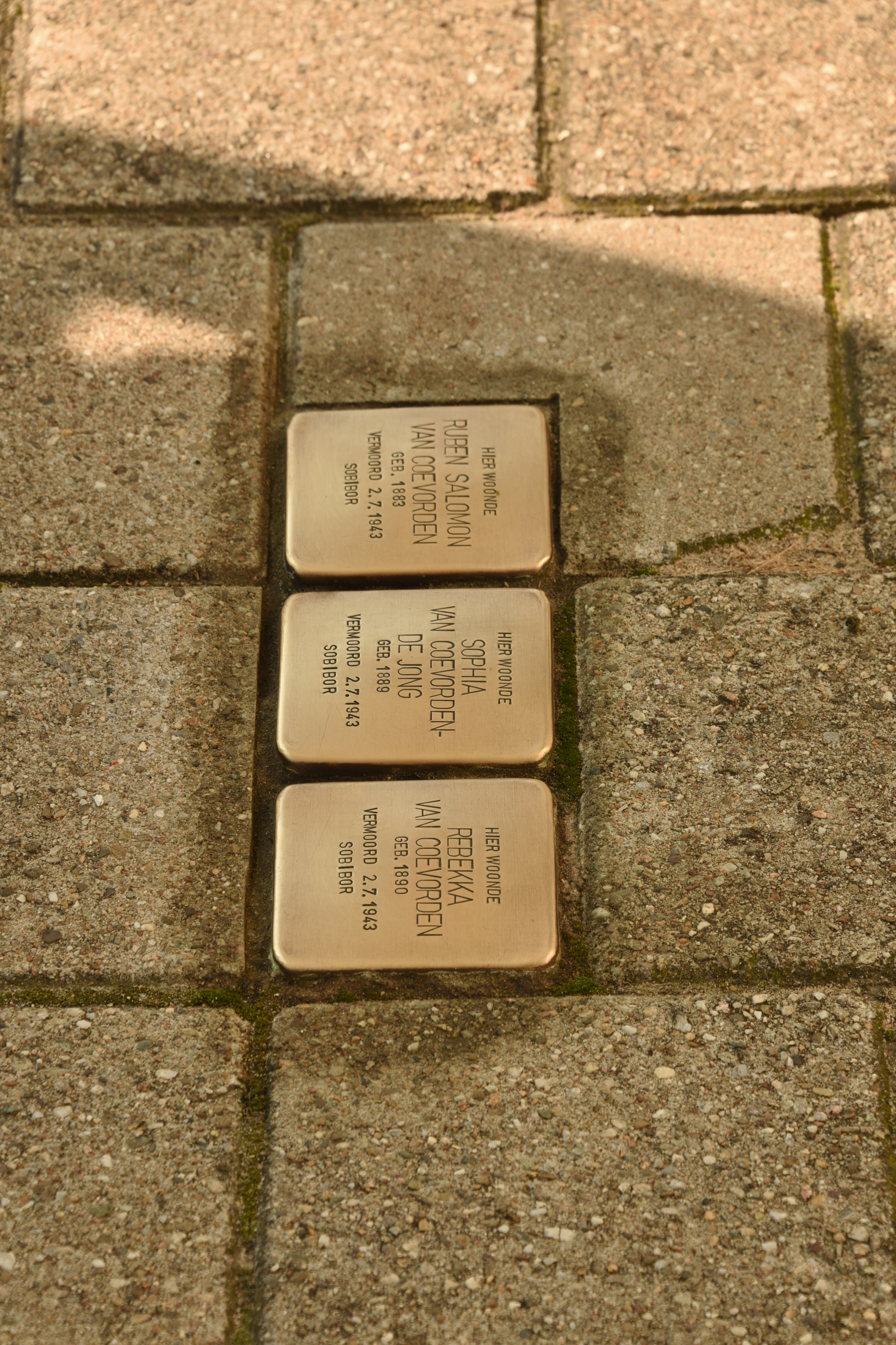
Stolpersteine voor familie Van Coevorden in Strijen

De lijst van Stolpersteine in Hoeksche Waard geeft een overzicht van de gedenkstenen in de gemeente Hoeksche Waard in de Nederlandse provincie Zuid-Holland die zijn geplaatst in het kader van het Stolpersteine-project van de Duitse beeldhouwer-kunstenaar Gunter Demnig.
Stolpersteine zijn opgedragen aan slachtoffers van het nationaalsocialisme, al diegenen die zijn vervolgd, gedeporteerd, vermoord, gedwongen te emigreren of tot zelfmoord gedreven door het nazi-regime. Demnig legt voor elk slachtoffer een aparte steen, meestal voor de laatste zelfgekozen woning.
Omdat het Stolpersteine-project doorloopt, kan deze lijst onvolledig zijn.

## Stolpersteine
In de gemeente Hoeksche Waard liggen achttien Stolpersteine: drie in Numansdorp en vijftien in Strijen.

### Numansdorp
In Numansdorp liggen drie Stolpersteine op twee adressen.
| Afbeelding | Inscriptie                                                                                             | Adres                        | Herdachte persoon             |
| ---------- | --- | ---------------------------- | ----------------------------- |
|            | HIER WOONDE NARDES MORISCO GEB. 1880 GEDEPORTEERD 1942 UIT WESTERBORK VERMOORD 13.11.1942 AUSCHWITZ    | Rijksstraatweg 4 Kaart (OSM) | Nardes Morisco (1880-1942)    |
|            | HIER WOONDE ANTJE ZWARENSTEIN GEB. 1872 GEDEPORTEERD 1942 UIT WESTERBORK VERMOORD 13.11.1942 AUSCHWITZ | Voorstraat 28 Kaart (OSM)    | Antje Zwarenstein (1872-1942) |
|            | HIER WOONDE JACOB ZWARENSTEIN GEB. 1877 GEDEPORTEERD 1942 UIT WESTERBORK VERMOORD 13.11.1942 AUSCHWITZ | Voorstraat 28 Kaart (OSM)    | Jacob Zwarenstein (1877-1942) |

### Strijen
In Strijen liggen vijftien Stolpersteine op vijf adressen.
| Afbeelding | Inscriptie                                                                           | Adres                      | Herdachte persoon                            |
| ---------- | ------------------------------------------------------------------------------------ | -------------------------- | -------------------------------------------- |
|            | HIER WOONDE RUBEN SALOMON VAN COEVORDEN GEB. 1883 VERMOORD 2.7.1943 SOBIBOR          | Kerkstraat 62 Kaart (OSM)  | Ruben Salomon van Coevorden (1883-1943)      |
|            | HIER WOONDE SOPHIA VAN COEVORDEN- DE JONG GEB. 1889 VERMOORD 2.7.1943 SOBIBOR        | Kerkstraat 62 Kaart (OSM)  | Sophia van Coevorden-de Jong (1889-1943)     |
|            | HIER WOONDE REBEKKA VAN COEVORDEN GEB. 1890 VERMOORD 2.7.1943 SOBIBOR                | Kerkstraat 62 Kaart (OSM)  | Rebekka van Coevorden (1890-1943)            |
|            | HIER WOONDE ELEONORA KLEINKRAMER- KLEINKRAMER GEB. 1868 VERMOORD 26.2.1943 AUSCHWITZ | Molenstraat 32 Kaart (OSM) | Eleonora Kleinkramer-Kleinkramer (1868-1943) |
|            | HIER WOONDE SOPHIE KLEINKRAMER GEB. 1897 VERMOORD 26.2.1943 AUSCHWITZ                | Molenstraat 32 Kaart (OSM) | Sophie Kleinkramer (1897-1943)               |
|            | HIER WOONDE MIJNTJE ZWARENSTEIN GEB. 1873 VERMOORD 13.11.1942 AUSCHWITZ              | Kerkstraat 10 Kaart (OSM)  | Mijntje Zwarenstein (1873-1942)              |
|            | HIER WOONDE SIENTJE ZWARENSTEIN GEB. 1875 VERMOORD 13.11.1942 AUSCHWITZ              | Kerkstraat 10 Kaart (OSM)  | Sientje Zwarenstein (1875-1942)              |
|            | HIER WOONDE PINAS ZWARENSTEIN GEB. 1870 VERMOORD 13.11.1942 AUSCHWITZ                | Kerkstraat 35 Kaart (OSM)  | Pinas Zwarenstein (1870-1942)                |
|            | HIER WOONDE BERTHA ZWARENSTEIN GEB. 1911 VERMOORD 30.9.1942 AUSCHWITZ                | Kerkstraat 35 Kaart (OSM)  | Bertha Zwarenstein (1911-1942)               |
|            | HIER WOONDE CORNELIA ZWARENSTEIN GEB. 1915 VERMOORD 30.9.1942 AUSCHWITZ              | Kerkstraat 35 Kaart (OSM)  | Cornelia Zwarenstein (1915-1942)             |
|            | HIER WOONDE KAATJE ZWARENSTEIN GEB. 1873 VERMOORD 13.11.1942 AUSCHWITZ               | Kerkstraat 37 Kaart (OSM)  | Kaatje Zwarenstein (1873-1942)               |
|            | HIER WOONDE EVA ZWARENSTEIN GEB. 1876 VERMOORD 13.11.1942 AUSCHWITZ                  | Kerkstraat 37 Kaart (OSM)  | Eva Zwarenstein (1876-1942)                  |
|            | HIER WOONDE SIENTJE ZWARENSTEIN GEB. 1879 VERMOORD 13.11.1942 AUSCHWITZ              | Kerkstraat 37 Kaart (OSM)  | Sientje Zwarenstein (1879-1942)              |
|            | HIER WOONDE CORNELIA ZWARENSTEIN GEB. 1890 VERMOORD 13.11.1942 AUSCHWITZ             | Kerkstraat 37 Kaart (OSM)  | Cornelia Zwarenstein (1890-1942)             |
|            | HIER WOONDE KAATJE ZWARENSTEIN- ZWARENSTEIN GEB. 1876 VERMOORD 13.11.1942 AUSCHWITZ  | Kerkstraat 35 Kaart (OSM)  | Kaatje Zwarenstein-Zwarenstein (1876-1942)   |

## Data van plaatsingen
- 21 februari 2016: Numansdorp: drie Stolpersteine op Rijksstraatweg 4, Voorstraat 28
- 6 februari 2017: Strijen: vijftien Stolpersteine op Kerkstraat 10 & 35 & 37 & 62, Molenstraat 32